# اس‌ام یوسی-۳۱
اس‌ام یوسی-۳۱ (به انگلیسی: SM UC-31) یک زیردریایی بود که طول آن ۱۶۲ فوت ۳ اینچ (۴۹٫۴۵ متر) بود. این زیردریایی در سال ۱۹۱۶ ساخته شد.